# Jordan Michallet

a Compétitions nationales et continentales officielles uniquement.

Dernière mise à jour le 18 janvier 2022.
Jordan Michallet, né le 10 janvier 1993 à Voiron et mort le 18 janvier 2022 à Rouen, est un joueur français de rugby à XV qui évolue au poste de demi d'ouverture.

## Biographie
Né le 10 janvier 1993 à Voiron, Jordan Michallet commence le rugby au SO Voiron avant de rejoindre le FC Grenoble en 2007,. Il devient champion de France Reichel le 2 juin 2013 avec le FCG,.
Lors de cette finale, l'équipe Reichel du FC Grenoble bat le Lyon OU sur un score de 9 à 0 avec la totalité des points du match inscrits par Jordan Michallet.
Le 24 août 2013, il joue son premier match avec l'équipe professionnelle dans le cadre du Top 14 face au Castres olympique.
Pour la saison 2015-2016, il rejoint le CS Bourgoin-Jallieu en Pro D2. Il jouera deux ans avec le club berjallien.
En 2017, Jordan Michallet s'installe en Alsace pour rejoindre le Rugby Club Strasbourg qui évolue dans la poule élite de Fédérale 1.
Après une saison, il rejoint le Rouen Normandie Rugby dans le même championnat. En juin 2019, après avoir acquis l'accession en division professionnelle avec le club rouennais, il remporte la finale de Fédérale 1.
Il meurt par suicide le 18 janvier 2022 à Rouen, à l'âge de 29 ans,.

## Palmarès
- Champion de France Reichel en 2013 avec le FC Grenoble.
- Champion de France de Fédérale 1 en 2019 avec le Rouen NR.